# Giovan Tsaous
Giovan Tsaous (Γιοβάν Τσαούς ; né Giannis Eïtziridis ou Etseridis ; Γιάννης Εϊτζιρίδης ou Ετσειρίδης ; 1893-1942) était un compositeur grec de rebetiko. C'était un musicien hors pair qui n'a cependant laissé que peu d'œuvres.

## Biographie
Giovan (Ioannis) Eïtziridis est né en 1893 à Kastamonu d'une famille grecque pontique. Il a servi dans l'armée ottomane en tant que "Tsaous" ("çavuş" ="sergent" en turc). En Turquie il était un musicien réputé, on dit même de lui qu’il a joué dans la cour du Sultan Mehmed V. En 1922, après la fin de la guerre gréco-turque (1919-1922) et les échanges de populations qui l'accompagnent, Tsaous est venu en Grèce et s’est installé au Pirée, où il a travaillé comme couturier. En Grèce il n’a jamais exercé le métier de musicien professionnellement. Il décède en 1942 d’une intoxication alimentaire.

## Œuvre
Tsaous apparaît n’avoir composé officiellement que 13 chansons. Parmi celles-ci les Cinq Magges au Pirée (Πέντε μάγγες στο Περαία), chanson qui introduit dans le Rebetiko des éléments de swing.
Les autres chansons de Giovan Tsaous sont Vlamissa (Βλάμισσα), Diamanto la libertine (Διαμάντω αλανιάρα), Giovan Tsaous (Γιοβάν Τσαούς), Celui dont on s’est moqué (ο Γελασμένος), le fameux Les manguès se plaignent (Παραπονιούνται οι μάγκες), le taulard (ο Κατάδικος), La Maggissa (Μάγκισσα), À une petite (Σε μια μικρούλα), Eleni la divorcée (Η Ελένη η ζωντοχήρα), Le drogué (Ο πρεζάκιας) et Le frais Péloponnèse (Δροσάτη Πελοπόννησος). Les enregistrements de Giovan Tsaous s’étalent sur la courte période de 1935-1937.
On dit que ce n’est pas Giovan qui écrivait les paroles de ses chansons mais sa femme, Aikaterini Xarmoutzi (Αικατερίνη Χαρμουτζή).